# Bezons
Bezons je severozahodno predmestje Pariza in občina v osrednjem francoskem departmaju Val-d'Oise regije Île-de-France. Leta 2008 je imelo naselje 28.023 prebivalcev.

## Geografija
Naselje leži v osrednji Franciji na desnem bregu reke Sene, 10 km od središča Pariza.

## Administracija
Bezons je sedež istoimenskega kantona, vključenega v okrožje Argenteuil.

## Pobratena mesta
- Downpatrick (Severna Irska, Združeno kraljestvo),
- Szekszárd (Madžarska).